# Altkatterbach
Altkatterbach ist ein Gemeindeteil des Marktes Wilhermsdorf im Landkreis Fürth (Mittelfranken, Bayern). Altkatterbach liegt in der Gemarkung Katterbach.

## Geografie
Westlich des Dorfes fließt der Katterbach, ein rechter Zufluss der Zenn. Im Südosten grenzt das Flurgebiet Rennweg an und im Nordosten bilden die Schaflehen die Grenze. Die Kreisstraße NEA 18/FÜ 10 führt nach Neukatterbach (0,7 km westlich) bzw. nach Meiersberg (2 km nordöstlich). Eine Gemeindeverbindungsstraße führt am Riedelshäuslein vorbei nach Adelsdorf zur Staatsstraße 2413 (2,1 km nordwestlich). Eine weitere Gemeindeverbindungsstraße führt zur FÜ 9 bei Kreben (1 km südlich).

## Geschichte
Katterbach lag an einer als Rennweg bezeichneten fränkisch-karolingischen Straße. Ein weitläufig angelegter mittelalterlicher Burgstall an der Straße nach Adelsdorf weist auf die Bedeutung des Rennwegs hin, an dessen Verlauf sich die heutige Bundesstraße 8 orientiert.
1164 wurde der Ort als „Katerbach“ erstmals urkundlich erwähnt. In der Urkunde bestätigte der Würzburger Bischof Heinrich II. von Stühlingen den von seinen Vorgängern Embricho und Gebhard vollzogenen Zehnttausch zwischen den Kirchen Heilsbronn und Markt Erlbach. Zugleich wurden in der Urkunde die im Jahr 1144 getätigten Akquisitionen des Klosters Heilsbronn bestätigt. Insgesamt erwarb das Kloster sechs Höfe und betrieb eine Schäferei. Auf die Schäferei weisen Flurnamen wie Schaflehen, Schafgarten, Lämmerbuck, Schaftrieb, Schafhausplatz und Schafhausgarten hin. 1369 wurden mit 474 Schafen Wolle und Käse für das Kloster produziert. Jeder Hof musste dem Kloster mit Pferden dienen, drei Höfe mussten Wein liefern. Im Dreißigjährigen Krieg wurden 1631 alle Anwesen zerstört. Ab 1672 begann die Wiederbesiedlung.
Erst mit der Gründung Neukatterbachs im 17. Jahrhundert hieß der Ort zur Unterscheidung zunächst „Katterbach das alte“, später „Alt Katterbach“ und schließlich „Alt=Katterbach“.
Gegen Ende des 18. Jahrhunderts gab es in Altkatterbach vier Anwesen. Das Hochgericht übte das brandenburg-bayreuthische Stadtvogteiamt Markt Erlbach aus. Die Dorf- und Gemeindeherrschaft sowie die Grundherrschaft über die vier Höfe hatte das brandenburg-bayreuthische Kastenamt Neuhof.
Von 1797 bis 1810 unterstand der Ort dem Justizamt Markt Erlbach und Kammeramt Neuhof. 1810 kam Altkatterbach zum Königreich Bayern. Im Rahmen des Gemeindeedikts wurde es dem 1811 gebildeten Steuerdistrikt Hirschneuses und der 1813 gebildeten Ruralgemeinde Kreben zugeordnet. Mit dem Zweiten Gemeindeedikt (1818) wurde der Ort in die neu gebildete Ruralgemeinde Katterbach umgemeindet.
Mit der Gebietsreform in Bayern wurde die Gemeinde Katterbach aufgelöst und am 1. Juli 1972 in die Gemeinde Wilhermsdorf eingegliedert, nur der Gemeindeteil Neukatterbach wurde der Gemeinde Neuhof an der Zenn zugeschlagen.

## Einwohnerentwicklung
| Jahr      | 001818 | 001840 | 001861 | 001871 | 001885 | 001900 | 001925 | 001950 | 001961 | 001970 | 001987 | 002009 | 002018 |
| Einwohner | 57     | 59     | *73    | 63     | 75     | 68     | 77     | 96     | 68     | 61     | *54    | 78     | 54     |
| Häuser    | 9      | 9      |        |        | 15     | 15     | 14     | 13     | 15     |        | *14    |        |        |
| Quelle    | [ 12 ] | [ 13 ] | [ 14 ] | [ 15 ] | [ 16 ] | [ 17 ] | [ 18 ] | [ 19 ] | [ 20 ] | [ 21 ] | [ 22 ] |        | [ 1 ]  |

## Religion
Der Ort ist seit der Reformation evangelisch-lutherisch geprägt und bis heute nach St. Peter und Paul (Kirchfarrnbach) gepfarrt. Die Einwohner römisch-katholischer Konfession sind nach St. Michael (Wilhermsdorf) gepfarrt.